# Polens damlandslag i ishockey
Polens damlandslag i ishockey (polska: Reprezentacja Polski w hokeju na lodzie kobiet) representerar Polen i ishockey på damsidan och kontrolleras av det polska ishockeyförbundet. 2011 fanns 374 registrerade kvinnliga ishockeyspelare i Polen.

## Historik
Laget spelade sin första match den 14 mars 2011, då man utklassade Irland med 23-0 i Sofia under en match i världsmästerskapets Division V.

### Fotnoter
1. ↑  IIHF, http://www.iihf.com/iihf-home/countries/poland.html
2. ↑  ”National Teams of Ice Hockey”. Arkiverad från originalet den 3 mars 2016. https://web.archive.org/web/20160303233243/http://www.nationalteamsoficehockey.com/uploads/Poland_Women_All_Time_Results.pdf. Läst 28 augusti 2011.